# Rento Hofstede Crull
Rento Wolter Hendrik Hofstede Crull (Meppel, 26 november 1863 – Doetinchem, 8 september 1938) was een Nederlands ingenieur en elektriciteitspionier.

## Levensloop
Hij werd geboren als Rento Klaas Crull, als tweede zoon van arts Wolter Hendrik Crull en Catharina Annette Kuiper. Na het overlijden van zijn vader in 1864 gaf zijn moeder hem de voornamen Rento Wolter Hendrik, waarna hij in 1879 bij koninklijk besluit toestemming kreeg om zijn achternaam vanwege de relatie tussen het oude Overijssels patriciër-/regeringsgeslacht Crull en de Drentse regentenfamilie Hofstede te wijzigen in Hofstede Crull.
Nadat Hofstede Crull tussen 1879 en 1883 de RHBS in Sappemeer en de HBS in Groningen had gevolgd en deze zonder diploma verliet, ging hij in 1884 werken bij de ijzerfabriek Van Vliet en Van Capelle in Groningen. Hierna kwam hij aan het werk bij machinefabriek Ledeboer in het Twentse Borne, alwaar hij zich later zou vestigen. In deze jaren kreeg Hofstede Crull, mede door de wereldwijde ontwikkelingen op dit gebied, een buitengewone belangstelling voor elektrotechniek. In Hannover behaalde hij aan de Technische Hochschule de titel van elektrotechnisch ingenieur. In 1891 vertrok hij naar de Verenigde Staten, waar hij in New York bij Thomson Houston International Electric Co., en later bij General Electric in contact kwam met moderne elektrotechniek. Hier bemerkte hij dat elektrische verlichting daar reeds tot in kleine plaatsen was doorgedrongen.
Na terugkomst in Borne richtte Hofstede Crull in april 1894 het Elektrotechnisch Ingenieurs- en Adviesbureau op, dat zich vooral bezighield met het ontwerp en de aanleg van elektrische installaties. Crull begon vervolgens een wervingsactie voor een elektriciteitscentrale in het Twentse dorp waar hij woonachtig was. Aan de Tichelkamp in Borne liet hij in 1896 de eerste elektriciteitscentrale in een plattelandsgemeente bouwen; de Bornische Electriciteitsmaatschappij (BEM). Tot dan toe waren de enige elektrische centrales in het westen van Nederland te vinden. In 1897 ging Hofstede Crull een samenwerkingsverband aan met de werktuigbouwkundige Willem Willink. De nieuw ontstane firma Hofstede Crull & Willink stichtte meerdere elektriciteitsbedrijven, waaronder in Terborg (1897) en Enschede (1901).
Vanwege de in gang gezette industrialisatie in Twente, met name op het gebied van de textielindustrie, zag Hofstede Crull in 1901 mogelijkheid tot het oprichten van het Twentsch Centraal-Station voor Electrische Stroomlevering (TCS) in Hengelo. Dit station voorzag in 1914 reeds aan ongeveer 110.000 mensen stroom, in totaal ruim zes miljoen kilowattuur. In 1951 werd de TCS overgenomen door het provinciale energiebedrijf IJsselcentrale.
De elektriciteitsvoorziening in Nederland werd echter al snel genationaliseerd en door Hofstede Crull verworven elektriciteitsbedrijven in het Gooi, Limburg (De Stroom Verkoop Maatschappij) en Hilversum (Hollandsche Electriciteits Maatschappij, HEM) aan het eind van de Eerste Wereldoorlog door de overheid overgenomen. Hofstede Crull legde zich daarop toe op de benodigde materialen en machines voor de levering van elektriciteit en startte met zijn compagnon Willink in 1906 een fabriek, die in 1908 werd omgezet in de N.V. "Hengelosche Electrische En Mechanische Apparaten Fabriek", kortweg HEEMAF. In 1963 ging HEEMAF op in N.V. HOLEC.
In 1919 keerde Hofstede Crull zijn bedrijf de rug toe en begon hij in 1920 in Doetinchem de Vereenigde IJzer Fabrieken (VIJF), die vooral elektromotoren produceerden. Vanwege tegenslag en stagnerende productie, mede door de beurskrach van 1929, ging dit bedrijf in 1934 failliet. Hofstede Crull ontplooide ook activiteiten die niet rechtstreeks met elektrotechniek te maken hadden, zoals de Spijker Automobiel Verhuur Maatschappij en de American Refined Motor Company.
Aan het einde van de jaren twintig worstelde de ENKA (de latere AKU-Algemene Kunstzijde Unie) met enorme technische problemen. Geplaagd door statische ladingen wilde het spinnen van kunststofvezels steeds maar niet lukken. Men had al van alles geprobeerd, maar het succes bleef mager.
ENKA-directeur Hartogs kende Hofstede Crull goed en legde hem het probleem voor. Na korte tijd kwam Hofstede Crull met een totaal nieuwontworpen spinpot op de proppen, en dat apparaat bleek wel goed te voldoen. In juni 1928 werd besloten dat de NV Internationale Spinpot Exploitatie Maatschappij (I.S.E.M.) zou worden opgericht door de NV ENKA en de NV De Vijf, met Hofstede Crull als directeur. Deze dochteronderneming van de AKU werd een succes. De AKU is nu AkzoNobel.
Hofstede Crull ontplooide ook andere activiteiten. In 1922 werd de Kamer van Koophandel opgericht en hij werd direct benoemd tot voorzitter van de afdeling Grootbedrijf. Van 1 januari 1925 tot 1 december 1934 is hij daar ook algemeen voorzitter geweest. Bij koninklijk besluit van 13 maart 1923 werd in Nederland een Spoorwegraad ingesteld, die bestond tot 1970. Hofstede Crull heeft lange tijd zitting gehad in diverse commissies van deze raad.

## Familie
Op 27 december 1894 trad Hofstede Crull in het huwelijk met Aleida Johanna Hendrika Dikkers, telg uit een kapitaalkrachtige fabrikantenfamilie in Hengelo. Tussen 1895 en 1902 werden vier dochters geboren: Johanna, Catharina, Wolthera en Aleida. Catharina studeerde kunstgeschiedenis in Utrecht, Wolthera werd pottenbakster met een atelier in de binnenstad van Amsterdam. Museum Boijmans Van Beuningen herbergt nu nog een aantal stukken van haar, die met zekere regelmaat ook geëxposeerd worden.
Aan het overlijden van Hofstede Crull is in de hele Nederlandse pers veel aandacht besteed. Landelijke bladen als de Telegraaf, NRC, Maasbode, De Tijd, Het Vaderland en De Nederlander wijdden artikelen aan zijn leven en werken - vele reacties, vele verhalen maar vooral veel blijken van bewondering. In alle artikelen wordt gewezen op zijn onverzettelijkheid, zijn organisatievermogen, zijn vindingrijkheid en zijn optimisme. Ook zijn soms ruwe grillige optreden, gepaard aan trouwe vriendschap en hulpvaardigheid worden vaak genoemd. Daarnaast natuurlijk zijn vele functies in allerlei bedrijven en organisaties én zijn sportieve capriolen op de hoge fiets en zijn rol bij het oprichten van de Velocipede Club (de latere ANWB) en zijn latere passie voor auto's. Gememoreerd werd bijvoorbeeld dat hij in zijn leven eigenaar is geweest van 60 verschillende auto's.
Hofstede Crull was een broer van de waarnemend gouverneur van Suriname, Pieter Hofstede Crull.